# 西川ヒノデ・サクラ
西川ヒノデ・サクラは、昭和期に活躍した漫才コンビ・音楽ショウ・コミックショウ。活動が長期に亙り、時代によって参加人員やグループ名称が大きく変動している。
1941年4月に西川ヒノデが、初代西川サクラと組んだ『ヒノデ・サクラショウ』が最初で、ヴァイオリンを使った時事漫才や音楽ショウで大いに売れた。
当初は吉本興業に所属していたが、1939年（昭和14年）、新興キネマ演芸部に高額報酬を条件で移籍。
第二次世界大戦後永らく千土地興行所属だったが、後吉本に移り旧うめだ花月にも出演した。後にグループは理由は不明だが自然消滅、末期は新世界新花月にヒノデが一人で出ていた。一説にはヒノデの妻が新世界で美容院をやっていてそちらが儲かった為ともいわれる。代々サクラに関しては不明な点が多い。

## メンバー
- 西川ヒノデ（本名：西川英一郎、1909年3月18日 - 2004年1月17日）、洋服、タキシードに蝶ネクタイが特徴。

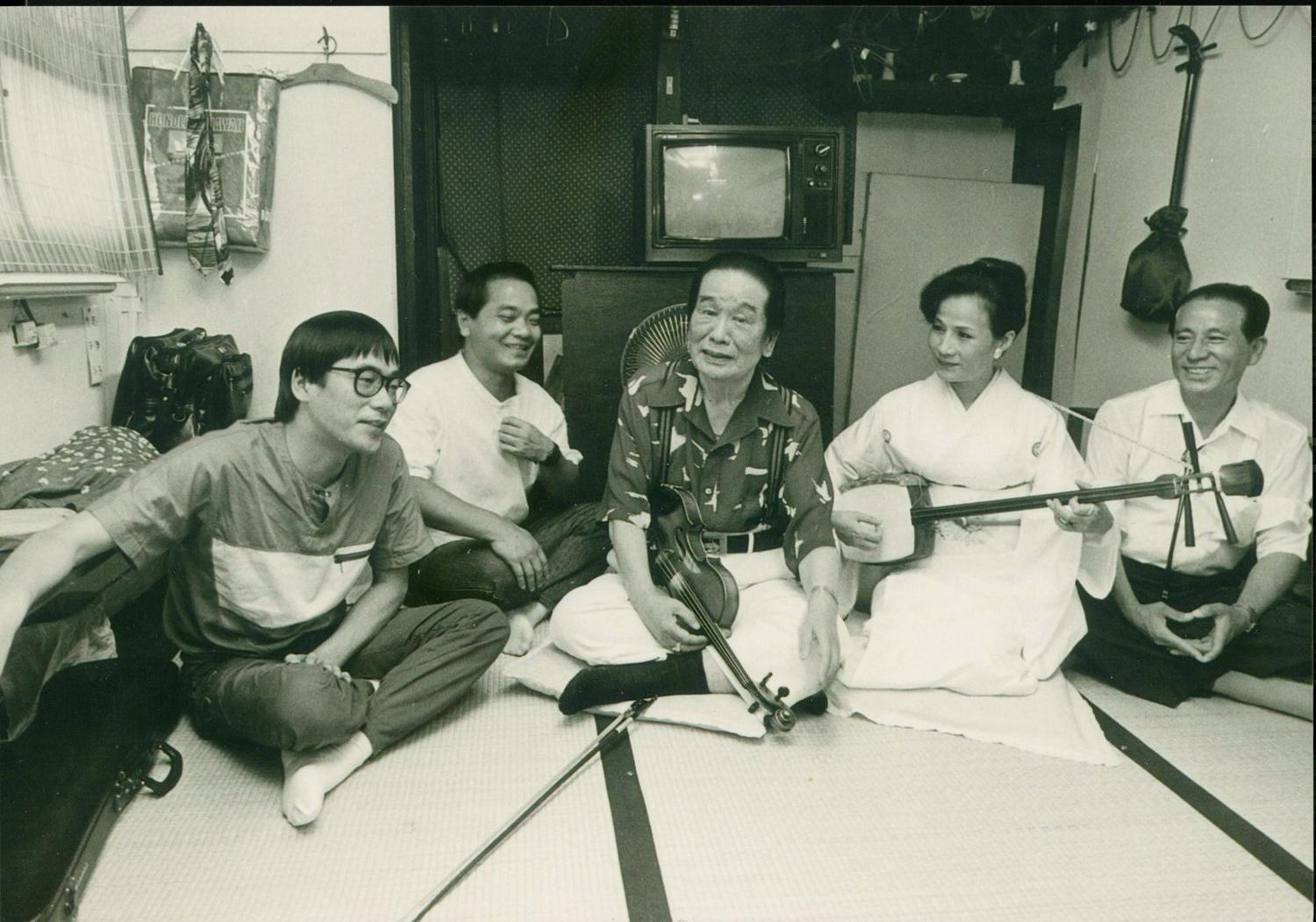
西川ヒノデ（写真中央）

奈良県吉野郡下市町出身。地主で名士の家柄であり、神長瞭月らのヴァイオリン演歌に憧れ、師匠なしで1922年から旅回り一座に加わる。長じて『アサヒ・ヒノデ』名でコンビ初結成したが端席回りが続いた。1937年頃より当時売れに売れていたミスワカバと交際を始め、1938年にミスワカバと結婚し『ヒノデ・ワカバ』を結成することを吉本に報告も反対され、吉本との不仲になる。1941年4月よりミスワカバを西川サクラと名乗らせ正式にコンビを組む、のちに師と仰いだミスワカナ・玉松一郎の新興キネマ新興演芸部に移籍、ヒノデのバイオリンに合わせて、ワカバが流暢な歌やセリフを聞かせる音曲漫才で人気となる。レコード・ラジオでも多くのネタを吹き込んだ。テイチクレコード専属となる。戦地慰問にも参加。しかし、空襲の激化や劇場の消失などで、地方巡業や慰問などでしのいだ。　1946年10月、師匠分であったミスワカナが急死。12月21日より、浪花座で「ミスワカナを偲ぶ爆笑大会」が開催され、ヒノデ・サクラも出演。最後となった。 ヒノデは、弟子の赤阪秀香、西川小サクラを相手に、トリオ漫才を結成。その後女優の丘みどりとコンビを組んで、「西川ヒノデ・サクラ」を復活させるが直ぐに解散。その一方初代サクラが没した1947年以降、映画俳優も兼業して183本に出演した。
『西川ヒノデショウ（カルテット）』の一員だった浪曲師吉田駒千代と1956年に結婚、2代目（3代目）サクラを名乗らせ夫婦コンビ『西川ヒノデ・サクラ』（第二期）で数年間活動。
1961年2代目サクラとの離婚後、弟子等が次々参加して『西川ヒノデショウ』（第二期）を拡大、「西川ヒノデと笑いの楽団」として賑やかになったが、1977年に弟子の西川チェリーに3代目（4代目）サクラを襲名させ、『西川ヒノデ・サクラ』（第三期）を復活させた。1981年にコンビ解消、弟子の西川ひかるが西川サクラを名乗り、歌謡ショーをやっていたが、平成始め頃引退し、隠居した。
晩年はバイオリン演歌や漫談などをやって悠々自適に生活する傍ら、古い芸人たちとの交遊があった。1996年8月30日、探偵ナイトスクープの『戦前のヴァイオリン漫才師』に出演。
2004年1月17日、94歳で死去。新興演芸部の引き抜きがあった花形漫才師最後の生き残りであった。
実弟で弟子は西川ヒデ坊
- 初代西川サクラ（本名西川（旧姓武田）政枝、1914年 - 1947年11月19日）

元杉原政子といった。芸が認められ、ミスワカナの妹分になりミスワカバを名乗った。浅田家寿郎らとのコンビを経て、ヒノデの妻となり1914年4月より西川サクラの名でコンビを組む。戦時中は敵性語の使用禁止で玉松ワカバと名乗ることもあった。非常に子供っぽく幼く見え、よくからかわれたという。ある日慰問先で軍人からこんな危ないところ君みたいな幼い娘が来るところじゃないよと冗談を言われた。12月21日より、浪花座で「ミスワカナを偲ぶ爆笑大会」が開催され出演したが最後となり病の床に就き1947年11月19日死去。32-33歳没
- 2代目西川サクラ

上田五万楽の娘。
- 2代目（3代目？）西川サクラ（本名：木下恒子、1927年12月21日 - 1989年5月29日）、和服。

元浪曲師の吉田駒千代。『西川ヒノデショウ（カルテット）』に参加し、間もなくヒノデと結婚、夫婦コンビ『ヒノデ・サクラ』で数年活動したが、離婚後に自らの歌謡浪曲ショウ『フラワーショウ』を立ち上げ、華ぼたんの名で大看板に君臨した。1989年5月29日に自殺した。61歳没
- 3代目西川サクラ（本名：嘉納陽子、1937年 - 2004年）、和服。

和歌山県伊都郡出身。1945年に浪曲師岡本円造門下で岡本京子を名乗り、翌年8歳で富貴席で初舞台、その後一条美雪と改名、1973年ヒノデ門下で西川チェリーと改名、1975年1月にトップホットシアターで3代目サクラを襲名。
1981年に弟の西川ヒデキと『西川サクラ・ヒデキ』を結成。1987年に『椿ようこ・けんじ』に改名。2003年頃まで舞台に出る。2004年頃死去 66-67歳没
- 4代目西川サクラ (本名：北沢喜久子、1945年11月23日 - )

大阪府出身。ヒノデ門下の子役で西川ひかるを名乗る。高卒後銀行に就職したものの、半年で辞めてヒノデショウに戻り、『コミックトリオ』を経て、夢乃タンゴと音曲漫才を組んだ。
その後は松竹新喜劇と吉本新喜劇の双方に出演。『お笑いオンステージ』(NHK)のレギュラーで全国区になり、一時4代目西川サクラを襲名。コメディエンヌとして長く活躍していたが2001年療養休業、現在は復帰している。

## 弟子および西川ヒノデショウ伴奏要員

### 直弟子および西川ヒノデショウ伴奏要員

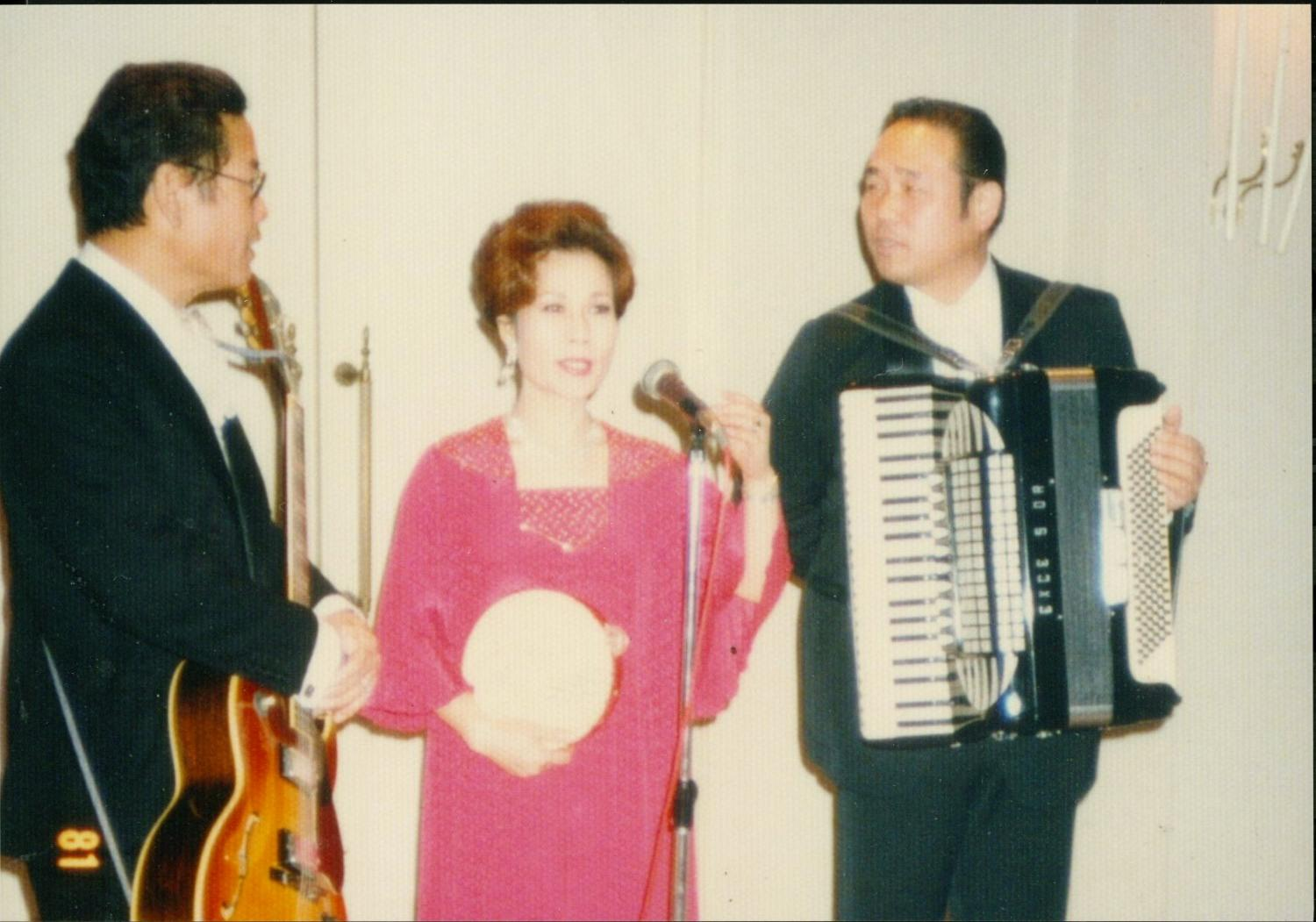
西川トリオ

- 華ばら　（本名：木下千鶴子）
- 西川日出七[4]・日出八
- 西川小サクラ・ヒデ次
- 西川シネマ・スコープ
- 西川大番頭・小番頭
- 初代西川ヒロシ　（本名：藤本博）

1960年に新世界新花月で初舞台。後に本名で歌謡ショウの『泉詩郎歌謡ショウ』に参加。
- 松島次郎　（本名同じ）

1961年に新世界新花月で初舞台。その後本名で『泉詩郎歌謡ショウ』に参加。
- 初代西川ヒデキ　（本名：菅原みよじ）

アコーディオン担当。1953年に楽団『レッドローズ』に参加し大手前会館で初舞台、ヒノデショウを経て、本名で『泉詩郎歌謡ショウ』に参加。
- 2代目西川ヒデキ　（本名:溝口厳司、1946年4月19日 - ）

3代目西川サクラの実弟。アコーディオン担当。
1974年にヒノデに弟子入り。翌年梅田トップホットシアターで西川秀紀の名で初舞台、1978年にヒデキに改名。
1981年に姉の3代目西川サクラと『西川サクラ・ヒデキ』を結成。1987年に『椿ようこ・けんじ』に改名。2003年頃まで舞台に出る。
- 2代目西川ヒロシ（後の中川ヒロシ）

リードギター担当。『平和勝次とダークホース』で活動後、桐野丈二郎の名で作曲家に転身。
- 西川ヒデノ

ギター担当。
- 可愛コヒデ（小ヒデ）

ボーカル担当。元3代目吉田奈良丸門下の吉田一丸という浪曲師。後に音楽ショウ『可愛コヒデショウ』を結成。
- 森井良太郎　（1909年 - 1971年、本名同じ）

トランペット担当。元『あひる艦隊』のリーダー。後進の指導のため『あひる艦隊』を離れ『西川ヒノデショウ』に参加。1971年に死去 61-62歳没。
- 西川ヒデ若　（本名：平川幸朗、1941年10月5日 - ）

ヒノデショウ、『リズムデッサン』を経て、同僚の西川ヒデオ（中田軍治）と『Wヤング』（第1期）を結成、圧倒的なしゃべくり漫才で一世を風靡する。
- 西川ヒデオ　（本名：中田軍治、1937年12月2日 - 1979年10月25日）

ヒノデショウ、『リズムデッサン』を経て、同僚の西川ヒデ若（平川幸朗）と『Wヤング』（第1期）を結成、圧倒的なしゃべくり漫才で一世を風靡する。1979年10月25日に自殺した、41歳没
- 西川ヒデト　（本名：中川厳）

アコーディオン担当。1959年に千日劇場で西川ヒロミと歌謡漫才コンビ『西川ヒデト・ヒロミ』で初舞台。その後西川アサヒの名で葛城はるみ（後の桜はるみ）とコンビを組み、解消後はピンで司会、歌謡漫談に転向。
- 西川ヒデノ
- 西川ヒデ坊　（本名：堀内龍一、1926年 - ）

ヒノデの実弟。『花園ベティ・江美領一』では江美領一の名で活躍。ギター片手に歌謡漫才をした。
- 西川ヒロミ　（本名：長谷川信子）

西川ヒデトとコンビを組んだが、結婚を期に廃業。
- 西川三郎
- 西川四郎　（本名：北原栄蔵）

元『ピンアップトリオ』の栄二。その後ヒノデショウに四郎の名で参加したが、廃業。
- 西川ヒーター
- ミス浪花

ボーカル担当。
- 西川助三
- 西川格三

ギター担当。
- 西川そごう

ハヤトとのコンビを経てひよ子と『西川トリオ』を結成。
- 西川ハヤト

そごうとのコンビを経てひよ子と『西川トリオ』を結成。
- 西川ひよ子　（本名：川畑ヨシ子）

鹿児島県川内市出身。1980年から『西川トリオ』後に上京し玉川スミに弟子入りし、玉川若スミ、明尾美ゆき、萩本佳穂を経て萩本果穂を名乗る。現在松竹芸能所属。

## 主な出演作品
- 西川ヒノデ

ひばり姫初夢道中（1952年）
七変化狸御殿（1954年）
続二等兵物語 南方孤島の巻（1956年）
弥次㐂夛道中記（1956年）
運ちゃん物語（1956年）
世にも面白い男の一生 桂春団治 （1956年）
一夜の百万長者（1957年）
りんどう鴉（1957年）
女だけの街（1957年）
大阪物語（1957年）
男の牙（1957年）
大江戸人気男（1957年）
南蛮寺の佝楼男（1957年）
おけさ鴉（1958年）
野良猫（1958年）
貸間あり（1959年）
森の石松幽霊道中（1959年）
悪名（1961年）
てんやわんや次郎長道中（1963年）
悪名一番（1963年）
赤い手裏剣（1965年）
鉄砲犬（1965年）
妖怪大戦争（1968年）
とむらい師たち（1968年）
手錠無用（1969年）
玄海遊侠伝 破れかぶれ （1970年）
喧嘩屋一代 どでかい奴（1970年）
必殺仕置屋稼業 第26話「一筆啓上脅迫が見えた」（1975年、ABC / 松竹） - 益田屋
必殺からくり人 第9話「食えなければ江戸へどうぞ」（1976年、ABC / 松竹） - 松造
新・必殺仕置人 第18話「同情無用」（1977年、ABC / 松竹）- 惣右ヱ門
江戸プロフェッショナル 必殺商売人 第10話「不況に新商売の倒産屋」（1978年） - 嶋田屋
必殺からくり人・富嶽百景殺し旅 第14話「凱風快晴」（1978年） - 旦那
必殺仕事人 第54話「呪い技怪談怨霊攻め」（1980年） - 小間物屋
- 初代西川サクラ

団十郎三代（1944年）
- 2代目西川サクラ

手錠無用（1969年）
ほか多数

## 音源
- 「芸能全集<SP盤復刻>(漫才編)」2008年8月※「京洛演芸帖」が収録されている。

## 註
1. ↑  新興が吉本から人気者引き抜き『大阪毎日新聞』（昭和14年3月31日夕刊）『昭和ニュース辞典第7巻 昭和14年-昭和16年』p741 昭和ニュース事典編纂委員会 毎日コミュニケーションズ刊 1994年
2. 1 2 3  喜利彦山人 (2020年8月14日). “西川ヒノデ・サクラ”. 上方漫才のすべて（仮）. 2020年9月11日閲覧。
3. ↑  後の『花園ベティ・江美領一』の江美領一
4. ↑  後の西川九太。